# 第十届全国人民代表大会期间颁布的中华人民共和国主席令
| 中华人民共和国主席令 | 中华人民共和国主席令 | 中华人民共和国主席令 |
| -------------------- | -------------------- | -------------------- |
| ←第九届              | 第十届               | 第十一届→            |

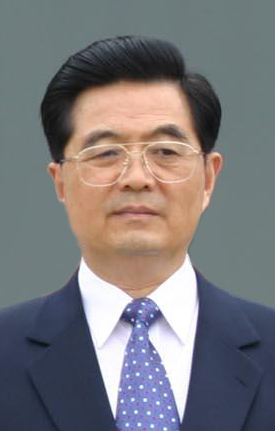
第六位中华人民共和国主席胡锦涛

中华人民共和国主席令是中华人民共和国主席依据《中华人民共和国宪法》第八十条的规定，根据全国人民代表大会和全国人民代表大会常务委员会的决定，颁布的用于公布法律、任免国务院组成人员、授予国家勋章或荣誉、宣布进入紧急状态、战争状态或发布特赦令、动员令的法令。1954年中华人民共和国行宪后，国家主席令接替原由中央人民政府主席签署的“中央人民政府命令”；后在国家主席职位缺位和被废除时期，曾由“全国人民代表大会常务委员会委员长令”代替国家主席令。1982年12月4日，第五届全国人民代表大会第五次会议通过了中华人民共和国成立后的第四部《宪法》，即《八二宪法》，在国家机构一章中恢复关于中华人民共和国主席的规定，重新设置国家主席、副主席职务。自第六届全国人民代表大会开始，中华人民共和国主席令得以恢复。
第十届全国人民代表大会第一次会议于2003年3月5日至3月18日在北京召开，会上选举胡锦涛为新任国家主席，他取代江泽民成为第六位国家主席。他在第十届全国人大期间，共颁布了87份主席令，第一份颁布于2003年3月16日，其内容为任命温家宝为中华人民共和国国务院总理。第十届全国人大期间的最后一份（第87号）主席令颁布于2008年2月28日，内容为颁布《中华人民共和国水污染防治法》2008年2月28日修订版。本列表列出第十届全国人民代表大会期间颁布的中华人民共和国主席令。

## 列表
点击下方编号处的链接，可前往维基文库查看主席令原文。
| 编号       | 主要内容 | 日期           |
| ---------- | --- | -------------- |
| 第一号     | 任命温家宝为中华人民共和国国务院总理。 | 2003年3月16日  |
| 第二号     | 任命李德洙（朝鲜族）为国家民族事务委员会主任；任命周永康为公安部部长（兼）；任命许永跃为国家安全部部长；任命李至伦为监察部部长；任命李学举为民政部部长；任命张福森为司法部部长；任命金人庆为财政部部长；任命张柏林为人事部部长；任命郑斯林为劳动和社会保障部部长；任命田凤山为国土资源部部长；任命汪光焘为建设部部长；任命刘志军为铁道部部长；任命张春贤为交通部部长；任命王旭东为信息产业部部长；任命汪恕诚为水利部部长；任命杜青林为农业部部长；任命吕福源为商务部部长；任命孙家正为文化部部长；任命张文康为卫生部部长；任命张维庆为国家人口和计划生育委员会主任；任命周小川为中国人民银行行长；任命李金华为审计署审计长。 | 2003年3月17日  |
| 第三号     | 免去张文康的卫生部部长职务；任命吴仪（女）为卫生部部长（兼）。 | 2003年4月26日  |
| 第四号     | 公布《中华人民共和国居民身份证法》。 | 2003年6月28日  |
| 第五号     | 公布《中华人民共和国港口法》。 | 2003年6月28日  |
| 第六号     | 公布《中华人民共和国放射性污染防治法》。 | 2003年6月28日  |
| 第七号     | 公布《中华人民共和国行政许可法》。 | 2003年8月27日  |
| 第八号     | 公布《中华人民共和国道路交通安全法》。 | 2003年10月28日 |
| 第九号     | 公布《中华人民共和国证券投资基金法》。 | 2003年10月28日 |
| 第十号     | 免去田凤山的国土资源部部长职务；任命孙文盛为国土资源部部长。 | 2003年10月28日 |
| 第十一号   | 公布《中华人民共和国银行业监督管理法》。 | 2003年12月27日 |
| 第十二号   | 公布《全国人民代表大会常务委员会关于修改〈中华人民共和国中国人民银行法〉的决定》。 | 2003年12月27日 |
| 第十三号   | 公布《全国人民代表大会常务委员会关于修改〈中华人民共和国商业银行法〉的决定》。 | 2003年12月27日 |
| 第十四号   | 免去吕福源的商务部部长职务；任命薄熙来为商务部部长。 | 2004年2月29日  |
| 第十五号   | 公布《中华人民共和国对外贸易法》2004年4月6日修订版。 | 2004年4月6日   |
| 第十六号   | 公布《中华人民共和国农业机械化促进法》。 | 2004年6月25日  |
| 第十七号   | 公布《中华人民共和国传染病防治法》2004年8月28日修订版。 | 2004年8月28日  |
| 第十八号   | 公布《中华人民共和国电子签名法》。 | 2004年8月28日  |
| 第十九号   | 公布《全国人民代表大会常务委员会关于修改〈中华人民共和国公路法〉的决定》。 | 2004年8月28日  |
| 第二十号   | 公布《全国人民代表大会常务委员会关于修改〈中华人民共和国公司法〉的决定》。 | 2004年8月28日  |
| 第二十一号 | 公布《全国人民代表大会常务委员会关于修改〈中华人民共和国证券法〉的决定》。 | 2004年8月28日  |
| 第二十二号 | 公布《全国人民代表大会常务委员会关于修改〈中华人民共和国票据法〉的决定》。 | 2004年8月28日  |
| 第二十三号 | 公布《全国人民代表大会常务委员会关于修改〈中华人民共和国拍卖法〉的决定》。 | 2004年8月28日  |
| 第二十四号 | 公布《全国人民代表大会常务委员会关于修改〈中华人民共和国野生动物保护法〉的决定》。 | 2004年8月28日  |
| 第二十五号 | 公布《全国人民代表大会常务委员会关于修改〈中华人民共和国渔业法〉的决定》。 | 2004年8月28日  |
| 第二十六号 | 公布《全国人民代表大会常务委员会关于修改〈中华人民共和国种子法〉的决定》。 | 2004年8月28日  |
| 第二十七号 | 公布《全国人民代表大会常务委员会关于修改〈中华人民共和国学位条例〉的决定》。 | 2004年8月28日  |
| 第二十八号 | 公布《全国人民代表大会常务委员会关于修改〈中华人民共和国土地管理法〉的决定》。 | 2004年8月28日  |
| 第二十九号 | 公布《全国人民代表大会常务委员会关于修改〈中华人民共和国全国人民代表大会和地方各级人民代表大会选举法〉的决定》。 | 2004年10月27日 |
| 第三十号   | 公布《全国人民代表大会常务委员会关于修改〈中华人民共和国地方各级人民代表大会和地方各级人民政府组织法〉的决定》。 | 2004年10月27日 |
| 第三十一号 | 公布《中华人民共和国固体废物污染环境防治法》2004年12月29日修订版。 | 2004年12月29日 |
| 第三十二号 | 公布《中华人民共和国刑法修正案（五）》。 | 2005年2月28日  |
| 第三十三号 | 公布《中华人民共和国可再生能源法》。 | 2005年2月28日  |
| 第三十四号 | 公布《反分裂国家法》。 | 2005年3月14日  |
| 第三十五号 | 公布《中华人民共和国公务员法》。 | 2005年4月27日  |
| 第三十六号 | 免去吴仪（女）兼任的卫生部部长职务；任命高强为卫生部部长。 | 2005年4月27日  |
| 第三十七号 | 免去张福森的司法部部长职务；任命吴爱英（女）为司法部部长。免去郑斯林的劳动和社会保障部部长职务；任命田成平为劳动和社会保障部部长。 | 2005年7月1日   |
| 第三十八号 | 公布《中华人民共和国治安管理处罚法》。 | 2005年8月28日  |
| 第三十九号 | 公布《中华人民共和国公证法》。 | 2005年8月28日  |
| 第四十号   | 公布《全国人民代表大会常务委员会关于修改〈中华人民共和国妇女权益保障法〉的决定》。 | 2005年8月28日  |
| 第四十一号 | 公布《中华人民共和国外国中央银行财产司法强制措施豁免法》。 | 2005年10月25日 |
| 第四十二号 | 公布《中华人民共和国公司法》2005年10月27日修订版。 | 2005年10月27日 |
| 第四十三号 | 公布《中华人民共和国证券法》2005年10月27日修订版。 | 2005年10月27日 |
| 第四十四号 | 公布《全国人民代表大会常务委员会关于修改〈中华人民共和国个人所得税法〉的决定》。 | 2005年10月27日 |
| 第四十五号 | 公布《中华人民共和国畜牧法》。 | 2005年12月29日 |
| 第四十六号 | 公布《全国人民代表大会常务委员会关于废止〈中华人民共和国农业税条例〉的决定》。 | 2005年12月29日 |
| 第四十七号 | 免去张春贤的交通部部长职务；任命李盛霖为交通部部长。 | 2005年12月29日 |
| 第四十八号 | 公布《全国人民代表大会常务委员会关于修改〈中华人民共和国审计法〉的决定》。 | 2006年2月28日  |
| 第四十九号 | 公布《中华人民共和国农产品质量安全法》。 | 2006年4月29日  |
| 第五十号   | 公布《中华人民共和国护照法》。 | 2006年4月29日  |
| 第五十一号 | 公布《中华人民共和国刑法修正案（六）》。 | 2006年6月29日  |
| 第五十二号 | 公布《中华人民共和国义务教育法》2006年6月29日修订版。 | 2006年6月29日  |
| 第五十三号 | 公布《中华人民共和国各级人民代表大会常务委员会监督法》。 | 2006年8月27日  |
| 第五十四号 | 公布《中华人民共和国企业破产法》。 | 2006年8月27日  |
| 第五十五号 | 公布《中华人民共和国合伙企业法》2006年8月27日修订版。 | 2006年8月27日  |
| 第五十六号 | 公布《中华人民共和国反洗钱法》。 | 2006年10月31日 |
| 第五十七号 | 公布《中华人民共和国农民专业合作社法》。 | 2006年10月31日 |
| 第五十八号 | 公布《全国人民代表大会常务委员会关于修改〈中华人民共和国银行业监督管理法〉的决定》。 | 2006年10月31日 |
| 第五十九号 | 公布《全国人民代表大会常务委员会关于修改〈中华人民共和国人民法院组织法〉的决定》。 | 2006年10月31日 |
| 第六十号   | 公布《中华人民共和国未成年人保护法》2006年12月29日修订版。 | 2006年12月29日 |
| 第六十一号 | 免去杜青林的农业部部长职务；任命孙政才为农业部部长。 | 2006年12月29日 |
| 第六十二号 | 公布《中华人民共和国物权法》。 | 2007年3月16日  |
| 第六十三号 | 公布《中华人民共和国企业所得税法》。 | 2007年3月16日  |
| 第六十四号 | 免去李肇星的外交部部长职务；任命杨洁篪为外交部部长。免去徐冠华的科学技术部部长职务；任命万钢为科学技术部部长。免去孙文盛的国土资源部部长职务；任命徐绍史为国土资源部部长。免去汪恕诚的水利部部长职务；任命陈雷为水利部部长。 | 2007年4月27日  |
| 第六十五号 | 公布《中华人民共和国劳动合同法》。 | 2007年6月29日  |
| 第六十六号 | 公布《全国人民代表大会常务委员会关于修改〈中华人民共和国个人所得税法〉的决定》。 | 2007年6月29日  |
| 第六十七号 | 免去高强的卫生部部长职务；任命陈竺为卫生部部长。 | 2007年6月29日  |
| 第六十八号 | 公布《中华人民共和国反垄断法》。 | 2007年8月30日  |
| 第六十九号 | 公布《中华人民共和国突发事件应对法》。 | 2007年8月30日  |
| 第七十号   | 公布《中华人民共和国就业促进法》。 | 2007年8月30日  |
| 第七十一号 | 公布《中华人民共和国动物防疫法》2007年8月30日修订版。 | 2007年8月30日  |
| 第七十二号 | 公布《全国人民代表大会常务委员会关于修改〈中华人民共和国城市房地产管理法〉的决定》。 | 2007年8月30日  |
| 第七十三号 | 免去张云川的国防科学技术工业委员会主任职务；任命张庆伟为国防科学技术工业委员会主任。免去许永跃的国家安全部部长职务；任命耿惠昌为国家安全部部长。任命马馼（女）为监察部部长。免去金人庆的财政部部长职务；任命谢旭人为财政部部长。免去张柏林的人事部部长职务；任命尹蔚民为人事部部长。 | 2007年8月30日  |
| 第七十四号 | 公布《中华人民共和国城乡规划法》。 | 2007年10月28日 |
| 第七十五号 | 公布《全国人民代表大会常务委员会关于修改〈中华人民共和国民事诉讼法〉的决定》。 | 2007年10月28日 |
| 第七十六号 | 公布《中华人民共和国律师法》2007年10月28日修订版。 | 2007年10月28日 |
| 第七十七号 | 公布《中华人民共和国节约能源法》2007年10月28日修订版。 | 2007年10月28日 |
| 第七十八号 | 免去周永康兼任的公安部部长职务；任命孟建柱为公安部部长。 | 2007年10月28日 |
| 第七十九号 | 公布《中华人民共和国禁毒法》。 | 2007年12月29日 |
| 第八十号   | 公布《中华人民共和国劳动争议调解仲裁法》。 | 2007年12月29日 |
| 第八十一号 | 公布《全国人民代表大会常务委员会关于修改〈中华人民共和国道路交通安全法〉的决定》。 | 2007年12月29日 |
| 第八十二号 | 公布《中华人民共和国科学技术进步法》2007年12月29日修订版。 | 2007年12月29日 |
| 第八十三号 | 公布《全国人民代表大会常务委员会关于修改〈中华人民共和国国境卫生检疫法〉的决定》。 | 2007年12月29日 |
| 第八十四号 | 公布《全国人民代表大会常务委员会关于修改〈中华人民共和国文物保护法〉的决定》。 | 2007年12月29日 |
| 第八十五号 | 公布《全国人民代表大会常务委员会关于修改〈中华人民共和国个人所得税法〉的决定》。 | 2007年12月29日 |
| 第八十六号 | 免去薄熙来的商务部部长职务；任命陈德铭为商务部部长。 | 2007年12月29日 |
| 第八十七号 | 公布《中华人民共和国水污染防治法》2008年2月28日修订版。 | 2008年2月28日  |